# Mallard (Band)
Mallard war eine US-amerikanische Rockgruppe, die aus dem Kern der Captain Beefheart’s Magic Band hervorging und von 1974 bis 1977 bestand.

## Geschichte

### Gründung
1974, nach dem enttäuschenden, weil sehr kommerziell ausgerichteten Beefheart-Album Unconditionally Guaranteed (Virgin Records), verließ der kreative Kern Bill Harkleroad (Zoot Horn Rollo), Mark Boston (Rockette Morton) und Art Tripp (Ed Marimba) umgehend die Magic Band, um Mallard zu gründen. Beefheart beschimpfte sie bitter als einen „Haufen Scharlatane“ und sie konterten, ihr früherer Boss sei ein „diebisches Arschloch“. Vom ehemaligen Magic Band Gitarristen Elliot Ingber (Winged Eel Fingerling) wurde ihnen der Sänger Sam Galpin empfohlen (ehemals The Champs und The Coasters). Der wusste angeblich nichts über die musikalische Vergangenheit seiner neuen Bandmitglieder, da er zuvor als Pianospieler durch die Casinos von Las Vegas getingelt war.

### Die Alben
Das Debütalbum Mallard, dessen Cover die gleichnamige Dampflokomotive zierte, die seit 1938 den Geschwindigkeitsweltrekord für Dampflokomotiven hält, wurde 1975 in Devon aufgenommen. Neben den späteren Who-Keyboarder John „Rabbit“ Bundrick wirkte Barry Morgan (Percussion) mit. John French (der ehemalige Schlagzeuger der Magic Band), eigentlich Gründungsmitglied, aber nach einigen Wochen wieder zu Beefheart zurückgekehrt, beteiligte sich als Komponist und Texter. Kaum verwunderlich, dass die typischen Markenzeichen von Captain Beefheart & The Magic Band das Album auszeichnen: das enge Zusammenspiel von Gitarre und Marimba sowie der scheinbar aus dem Gleichgewicht geratene, stark synkopierte Rhythmus. Der dominante Part ist Bill Harkleroad, der das meiste Material geschrieben oder mit Mark Boston und John French zusammen verfasst hat. Sam Galpin, der angeblich nie zuvor Aufnahmen von Captain Beefheart gehört hatte, klingt auf vielen Stücken verblüffend nach diesem – außer auf Guy Clarks Ballade Desperadoes Waiting for a Train. Das Grundgefühl des Albums ist ein „progressives Country Feeling“ mit vielen Tempowechseln und der „Twang attack“ (typisch drahtig messerscharfer Klang) von Harkleroads Slide-Gitarre, wie man auf She's Long & She's Lean hört. Die Beefheart-Vergangenheit wird deutlich in den Stücken Road to Morocco und Winged Tuskadero mit gesprochenem Text über einem Country-Rock-Hintergrund. Gerade weil es durchaus erkennbar ist, dass hier kein weiteres Beefheart-Album aufgenommen wurde, und die Musiker definitiv ihren eigenen Stil gefunden hatten, überrascht es, dass sie Peon vom Beefheart-Album Lick My Decals Off, Baby adaptieren. Vielleicht ein Zeichen, wie sehr die Musiker letztlich den Sound von Captain Beefheart & The Magic Band geprägt haben. Mallard erklärte, sie hätten das Stück gecovert, damit ihr ehemaliger Boss seine dringend benötigten Tantiemen verdienen könne. Das akustische Stück Yellow hat mit seiner Ballance aus melodischem Erfindergeist und atonaler Erneuerung offensichtlich so unterschiedliche Komponisten wie Pat Metheny, Richard Thompson, Tom Verlaine und Steve Vai beeinflusst. Man hat den Eindruck, dass hier tadellose Musiker ein unverwechselbares Album aufgenommen haben, um die Massen zu begeistern. Wie Beefheart haben sie das Ziel aber nicht erreicht. Das Album wurde von Jethro-Tull-Chef und Beefheart-Fan Ian Anderson  finanziert.
Das Album In a Different Climate wurde 1976 in Wales aufgenommen und erschien 1977 ebenfalls bei Virgin Records. Mit Mallard hatten sie sich die Messlatte sehr hoch gesetzt. Anscheinend war alles wie gehabt: Harkleroad legte hochwertige Kompositionen vor, Sam Galpin, der immer noch behauptete, nie etwas von Beefheart gehört zu haben, klang immer noch genau nach Beefheart. Art Tripp, der zu Beefheart zurückgekehrt war, wurde durch George Dragotta ersetzt. John Thomas, den Beefheart gerade aus der Magic Band gefeuert hatte, kam als Keyboarder hinzu (in frühen Jahren hatte er mit John French bei Rattlesnake and Eggs gespielt). Das Problem bei diesem Album war nicht das Material, sondern die Ausführung. Insgesamt hatte man es hier eher mit einem Country-Pop-Album zu tun, zumal John McFee als Gast an der Pedal-Steel-Gitarre auftrat. Letztlich konnte man weder die Beefheart-Gemeinde noch das Mainstream-Publikum erreichen und so brach Mallard nach diesem Album auseinander. Auf Mallards Grabstein könnte stehen: „Not bad, but not good enough.“ (Nicht schlecht, aber nicht gut genug).
1994 veröffentlichte Virgin Records beide Alben auf einer CD Mallard / In A Different Climate.

## Diskografie
- 1975: Mallard (Virgin Records)
- 1977: In a Different Climate (Virgin Records)
- 1994: Mallard / In a Different Climate (Virgin Records)